# Кубок Вірменії з футболу 2011—2012
Кубок Вірменії з футболу 2011–2012 — 21-й розіграш кубкового футбольного турніру у Вірменії. Володарем кубка вперше став Ширак.

## Чвертьфінали
Перші матчі відбулися 19-20 листопада, а матчі-відповіді — 23-24 листопада 2011 року.
| Команда 1         | Заг. | Команда 2 | 1-й матч | 2-й матч |
| ----------------- | ---- | --------- | -------- | -------- |
| Гандзасар (Капан) | 0:2  | Імпульс   | 0:1      | 0:1      |
| Уліссес           | 5:4  | Арарат    | 3:1      | 2:3      |
| Пюнік             | 1:3  | Міка      | 0:0      | 1:3      |
| Ширак             | 2:1  | Бананц    | 2:1      | 0:0      |

## Півфінали
Перші матчі відбулися 17-18 березня, а матчі-відповіді — 11-12 квітня 2012 року.
| Команда 1 | Заг.    | Команда 2 | 1-й матч | 2-й матч |
| --------- | ------- | --------- | -------- | -------- |
| Імпульс   | 2:1     | Уліссес   | 2:1      | 0:0      |
| Ширак     | 2:2 (ч) | Міка      | 0:1      | 2:1      |

## Фінал
| 29 квітня 2012 14:30 (CET) |

| Імпульс | 0:1      | Ширак       |
| ------- | -------- | ----------- |
|         | Протокол | Йоро Лі 38' |

| Міський стадіон, Ґюмрі Глядачів: 3 000 Арбітр: Андреа де Марко (Італія) |